# JIVE
JIVE株式會社（英語：JIVE Ltd.），是日本的出版社。由玩具製造的特佳麗（現多美）的系列出版社所經營的企業。

## 概要
包括「Ragnarok Online」等角色的原案提供和設計研發GungHo Online Entertainment相關作品、『Galaxy Angel』『Di Gi Charat』等多美集團相關商品，也和Broccoli的作品合作、發行角色情報相關書籍之外，還引進原文雜誌、漫畫、小說翻譯發行，也取得美國漫畫書和TRPG等代理發行。
2006年4月時，股東ポプラ社旗下的多美公司，取得JIVE的全股份而子公司化。

## 出版物
- CR COMICS

## 過去出版物
雜誌
以下雜誌、不包括電子出版・網站等移籍。
- 月刊Comic Rush
- ヒント?

文庫・叢書・漫畫
- integral（舊・JIVE TRPG系列）
- カラフル文庫
- ピュアフル文庫（ポプラ文庫ピュアフルへ移籍）
- JIVE AMERICAN COMICS
- ピュアフルコミックス

## 外部連結
- JIVE（日語）